# Robert Andersson (Handballspieler)
Robert Andersson (* 24. November 1969 in Ystad) ist ein schwedischer Handballtrainer und ehemaliger Handballspieler.

## Karriere
Robert Andersson spielte in Schweden bei IFK Ystad HK und Ystads IF HF. In der Saison 1991/92 gewann er mit Ystads IF die schwedische Meisterschaft und wurde Torschützenkönig in der Elitserien. Daraufhin wechselte der 1,91 Meter große Rückraumspieler zum deutschen Bundesligisten TSV Bayer Dormagen, und ging im Sommer 1995 in die Schweiz zum RTV 1879 Basel. Ab 1996 spielte er wieder in Deutschland beim OSC Rheinhausen. Nachdem sich die Rheinhausener zum Jahresende 1997 aufgrund finanzieller Schwierigkeiten aus der Bundesliga zurückziehen mussten, stand Andersson ab Januar 1998 beim Zweitligisten HSG Nordhorn unter Vertrag. Mit Nordhorn stieg er 1999 in die erste Liga auf, wurde in der Saison 2001/02 deutscher Vizemeister und nahm 2001 und 2002 am Final Four des DHB-Pokals teil. Nachdem sein bis zum Saisonende 2003 laufender Vertrag nicht verlängert werden sollte, wechselte er im Januar 2003 zum TuS N-Lübbecke, wo er einen Vertrag bis 2004 unterschrieb. Zur Saison 2004/05 wechselte er zurück in seine Heimat zu LUGI HF. Im Sommer 2008 kehrte er zu Ystads IF zurück, wo er im November 2008 aufgrund einer Schulterverletzung seine Karriere beenden musste.
Robert Andersson bestritt 139 Länderspiele für die schwedische Nationalmannschaft, in denen er 259 Tore erzielte. Er wurde mit Schweden 1994 und 1998 Europameister und gewann bei den Olympischen Spielen 1992 und 1996 jeweils die Silbermedaille.
Nach dem Ende seiner Spielerkarriere war Andersson ab 2009 Trainer bei IFK Ystad HK, von wo er 2013 zum Erstliga-Aufsteiger H 43 Lund wechselte. Im März 2015 wurde er als Nachfolger des entlassenen Frank Bergemann vom deutschen Bundesligisten HC Erlangen verpflichtet. Im Oktober 2017 wurde er von seinen Aufgaben entbunden. Zur Saison 2018/19 übernahm er den schwedischen Erstligisten HIF Karlskrona. von Sommer 2020 bis Sommer 2023 trainierte er den deutschen Verein TuS Ferndorf.

## Sonstiges
Sein Sohn Julius Lindskog Andersson spielt ebenfalls Handball.